# Illigata
Illigata es un género de foraminífero bentónico de la familia Tuberitinidae, de la superfamilia Parathuramminoidea, del suborden Fusulinina y del orden Fusulinida. Su especie tipo es Illigata annae. Su rango cronoestratigráfico abarca el Llandoveriense (Silúrico inferior).

## Discusión
Clasificaciones más recientes incluirían Illigata en el suborden Parathuramminina, del orden Parathuramminida, de la subclase Afusulinina y de la clase Fusulinata.

## Clasificación
Illigata incluye a las siguientes especies:
- Illigata annae †
- Illigata mensis †